# Gammaromermis longicaudata
Gammaromermis longicaudata  (лат.) — вид круглых червей из семейства Mermithidae (отряд Mermithida, Nematoda). Эндемик озера Байкал (Россия), где обнаружен на илисто-песчаном дне на глубинах от 20 до 56 м. Круглые черви микроскопических размеров. Паразиты ракообразных-бокоплавов (Amphipoda).Вид был впервые описан в 1979 году Иваном Антоновичем Рубцовым и М. Ю. Бекманом и включён в отдельный род Gammaromermis Rubzov, Beckman, 1979 из семейства Mermithidae.